# Жайворонок рогатий
Жайворонок рогатий (Eremophila alpestris) — птах з родини жайворонкових (Alaudidae). Широкоареальний птах безлісних субарктичних ландшафтів Голарктики. В Україні зимуючий вид. Охороняється Бернською конвенцією.

## Опис
Довжина тіла складає від 16 до 17 см. Верхня частина тіла сіро-рожева з темними пестринами, нижня частина — біла. На передній частині голови є характерна маска, на потилиці — видовжені чорні пера, схожі на ріжки.

## Розповсюдження
Область розповсюдження рогатого жайворонка дуже велика. Ареал гніздування простягається від гір Атлас в Марокко до Північної і Південної Америки. Птах — регулярний зимовий гість на узбережжі Центральної Європи.
Птах віддає перавагу безлісим ландшафтам у південних областях поверх межі лісів і в північній лишайниковій тундрі. Іноді його можна зустріти також на берегах озер або на узбережжі.
У південних областях розповсюдження рогатий жайворонок — це частіше осілий птах, в той час як північні популяції мігрують взимку на південь, переважно в прибережні області.
В Україні зимуючий на всій території вид.

## Розмноження

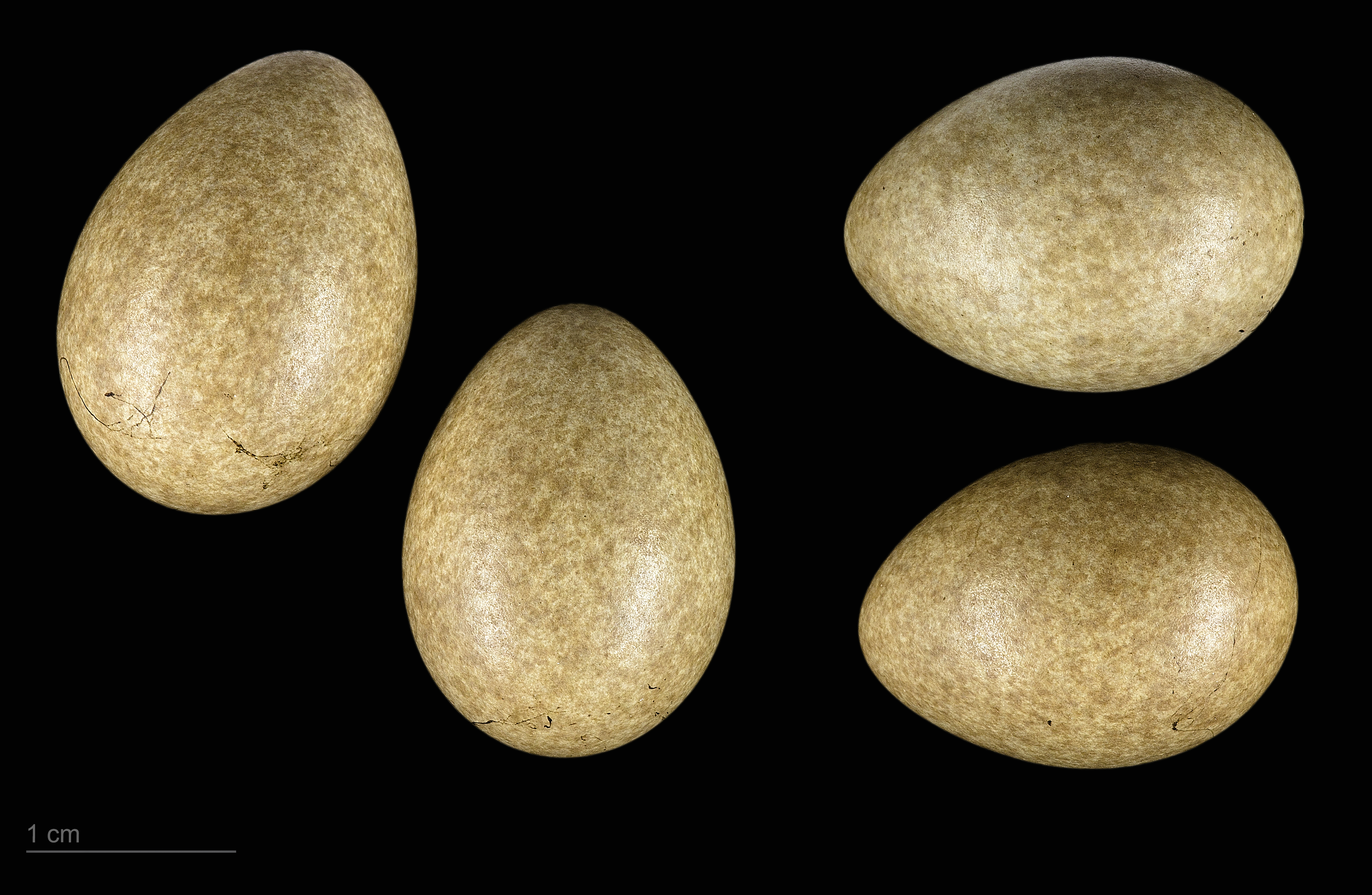
яйце Eremophila alpestris flava - Тулузький музей

Птахи досягають статевої зрілості на першому році життя. Вони моногамні на один сезон. Гніздо часто добре приховане під кущем у добре ізольованій ямці. Період гніздування триває з червня по липень. У цей час самка висиджує кладку з 4-х яєць від 10 до 14 днів. Пташенята перебувають у гнізді від 9 до 12 днів. І самка, і самець беруть участь у вигодовуванні виводку.

## Живлення
Комахи і насіння складають основу живлення птахів.

## Охорона
Вид занесений до Додатку ІІ Бернської конвенції (охоронна категорія: підлягає особливій охороні).